# Never Say Never (låt av Brandy Norwood)
"Never Say Never" är en R&B-låt framförd av den amerikanska sångerskan Brandy, komponerad av Rodney Jerkins, Isaac Phillips, Paris Davis, Sean Bryant och sångerskan själv till sitt andra studioalbum Never Say Never (1998). 
I "Never Say Never" sjunger framföraren till sin partner om hur alla utomstående lägger sig i deras relation, men att de nu, trots allt, är tillsammans och att man "aldrig ska säga aldrig". Låten släpptes som endast en promosingel i Tyskland, den 23 maj 2000. Utan någon medföljande marknadsföring eller musikvideo misslyckades singeln att generera någon större uppmärksamhet och tog sig därför inte in på några singellistor i landet. "Never Say Never" blev den sjunde och sista singeln från sångerskans platinasäljande succéalbum.

## Bakgrund och utgivning
Under 1997 började den amerikanska sångaren och skådespelaren Brandy Norwood arbeta på ett nytt studioalbum, en uppföljare till den flerfaldigt platinabelönade debuten Brandy (1994). På det nya albumet, som fick namnet Never Say Never, ville Norwood ta ett steg bort från tonårspopen och skrev och producerade flera av albumspåren själv. Hon påbörjade ett samarbete med den, vid tidpunkten, okända producenten Rodney "Darkchild" Jerkins som kom att skapa större delen av skivan. När Never Say Never släpptes under sommaren 1998 hade Norwood ökat sin popularitet med en framgångsrik skådespelarkarriär med hjälp av en huvudroll i TV-serien Moesha och Askungen (1997).

## Format och innehållsförteckningar
| 1.           | Never Say Never (Jazz Animal Remix)                             | 4:26  |
| 2.           | U Don't Know Me (Like U Sed To) (Feat. Shaunta & Da Brat Remix) | 3:59  |
| 3.           | U Don't Know Me (Like U Used To) (Album Version)                | 4:27  |
| 4.           | Never Say Never (Album Version)                                 | 5:09  |
| Total längd: | Total längd:                                                    | 17:21 |

## Musikmedverkande
Information hämtad från studioalbumets skivhäfte:
- Brandy Norwood – huvudsång, bakgrundssång, producent, sångproducent, sångarrangemang
- Rodney "Darkchild" Jerkins – låtskrivare, producent, sångproducent, sångarrangemang
- LaShawn Daniels – låtskrivare, sångproducent, sångarrangemang
- Rick Williams – gitarr
- Brad Gliderman – inspelning, ljudmix
- Victor McCoy – assisterande ljudmixare